# Далматинські острови
Далматинські острови — група островів в Адріатичному морі, біля берегів Балканського півострова. Включають понад 1000 островів площею 2,5 тис. км². Найбільші о-ви: Црес, Крк, Брач, Хвар, Корчула.

## Географія
Поверхня рівнинна, злегка погорбована (висота до 778 м, на о. Брач), поширений карст. Вічнозелені чагарники, хвойні та дубові ліси; сади, виноградники. Розвинуті вівчарство, рибальство. Курорти, туризм.